# Слінкін Андрій Вікторович
Андрі́й Ві́кторович Слі́нкін (19 лютого 1991, Одеса, Українська РСР) — український футболіст, лівий захисник вінницької «Ниви» Фіналіст кубку України.

## Життєпис

### Клубна кар'єра
Андрій Вікторович Слінкін народився У 19 лютого 1991 року в Одесі. У дитячо-юнацькій футбольній лізі України Андрій грав у складі місцевих юнацьких команд та шкіл, як «Укрпошта», «Юнга-Чорне море» і «ДЮСШ-11 Чорноморець». З літа 2008 року виступав у молодіжному складі одеського «Чорноморця», основна команда якого на той час грала у найвищому дивізіоні чемпіонату України — прем'єр-лізі. Після того як «Чорноморець» влітку 2010 року вилетів до першої ліги чемпіонату і втратив право грати в молодіжному чемпіонаті, Слінкін був заявлений за новостворений фарм-клуб, «Чорноморець-2», що виступав у другій лізі. Там Слінкін став основним гравцем команди, зігравши у 16 з 22 матчах чемпіонату протягом сезону та забивши 6 м'ячів.
У складі основної команди дебютував 18 серпня 2010 року в матчі Кубка України проти хмельницького «Динамо».
Влітку 2011 року, коли «моряки» повернулися до прем'єр-ліги повернувся до основної команди, але знову здебільшого грав за молодіжну команду, а 17 липня 2011 року дебютував у Прем'єр-лізі у грі проти львівських «Карпатах» 1:1, відігравши весь матч.
Влітку 2012 року на правах оренди до кінця року перейшов у ФК «Суми», які тільки вийшли до першої ліги. Там же Андрій відіграв 12 матчів у чемпіонаті та 1 у кубку України. В кінці року повернувся до одеського клубу, де продовжив грати за дублюючий склад та один раз вийшов на заміну у Суперкубку України
На початку 2014 року Андрій на правах оренди перейшов грати до складу словацького футбольного клубу «Сениця», що грав тоді у вищому дивізіоні Словаччини, Цоргонь лізі. Контракт був розрахован на чотири місяці з можливістю продовження до грудня того ж року. Ще до того як підписати контракт Слінкін відіграв у складі словацького клубу у товариському матчі проти краснодарської «Кубані», який завершився перемогою «козаків» з рахунком 2:0. Всього до кінця сезону зіграв 12 матчів в чемпіонаті Словаччини, після чого повернувся в Одесу. Із сезону 2014/15 став стабільніше залучатись до основної команди, а в сезоні 2015/16 став основним лівим захисником «Чорноморця».
У січні 2016 року став гравцем молдовського клубу «Заря» на умовах оренди до кінця сезону. У червні того ж року став гравцем кишинівської «Дачії», але вже у грудні 2016 року залишив молдовську команду. На початку січня 2017 року знову приєднався до лав клубу «Заря». На початку лютого 2020 року знову став гравцем одеського «Чорноморця».
2 вересня 2021 року перейшов до вінницької «Ниви».

## Статистика
| Сезон   | Клуб                    | Ліга                  | Чемпіонат | Чемпіонат | Кубок | Кубок | Першість дублерів | Першість дублерів |
| Сезон   | Клуб                    | Ліга                  | Ігри      | Голи      | Ігри  | Голи  | Ігри              | Голи              |
| ------- | ----------------------- | --------------------- | --------- | --------- | ----- | ----- | ----------------- | ----------------- |
| 2008/09 | «Чорноморець» (Одеса)   | Прем'єр-ліга          | 0         | 0         | 0     | 0     | 8                 | 0                 |
| 2009/10 | «Чорноморець» (Одеса)   | Прем'єр-ліга          | 0         | 0         | 0     | 0     | 28                | 0                 |
| 2010/11 | «Чорноморець» (Одеса)   | Перша ліга            | 1         | 0         | 1     | 0     | 0                 | 0                 |
| 2010/11 | «Чорноморець-2» (Одеса) | Друга ліга            | 16        | 6         | 0     | 0     | 0                 | 0                 |
| 2011/12 | «Чорноморець» (Одеса)   | Прем'єр-ліга          | 3         | 0         | 1     | 0     | 14                | 3                 |
| 2012/13 | ПФК «Суми»              | Перша ліга            | 12        | 0         | 1     | 0     | 0                 | 0                 |
| 2012/13 | «Чорноморець» (Одеса)   | Прем'єр-ліга          | 1         | 0         | 1     | 0     | 12                | 0                 |
| 2013/14 | «Чорноморець» (Одеса)   | Прем'єр-ліга          | 0         | 0         | 2     | 1     | 10                | 2                 |
| 2013/14 | «Сениця»                | Суперліга             | 12        | 0         | 2     | 0     | 0                 | 0                 |
| 2014/15 | «Чорноморець» (Одеса)   | Прем'єр-ліга          | 12        | 0         | 4     | 1     | 1                 | 0                 |
| 2015/16 | «Чорноморець» (Одеса)   | Прем'єр-ліга          | 14        | 0         | 3     | 1     | 1                 | 0                 |
| 2015/16 | «Заря» (Бєльці)         | Національний дивізіон | 10        | 2         | 0     | 0     | 0                 | 0                 |
| 2016/17 | «Дачія» (Кишинів)       | Національний дивізіон | 12        | 1         | 0     | 0     | 0                 | 0                 |
| 2016/17 | «Заря» (Бєльці)         | Національний дивізіон | 10        | 0         | 0     | 0     | 0                 | 0                 |
| 2017    | «Заря» (Бєльці)         | Національний дивізіон | 11        | 0         | 0     | 0     | 0                 | 0                 |
| 2017/18 | «Десна» (Чернігів)      | Перша ліга            | 10        | 1         | 0     | 0     | 0                 | 0                 |
| 2018/19 | «Десна» (Чернігів)      | Прем'єр-ліга          | 8         | 0         | 0     | 0     | 11                | 0                 |
| 2019/20 | «Миколаїв»              | Перша ліга            | 9         | 0         | 2     | 0     | 0                 | 0                 |
| 2019/20 | «Чорноморець» (Одеса)   | Перша ліга            | 5         | 0         | 0     | 0     | 0                 | 0                 |
| 2020/21 | «Чорноморець» (Одеса)   | Перша ліга            | 9         | 0         | 1     | 0     | 0                 | 0                 |
| 2021    | «Вентспілс»             |                       | 4         | 0         | 0     | 0     | 0                 | 0                 |
| 2021    | «Перемога»              | Друга ліга            | 2         | 0         | 0     | 0     | 0                 | 0                 |
| 2021    | «Гірник-Спорт»          | Перша ліга            | 0         | 0         | 0     | 0     | 0                 | 0                 |
| 2021–   | «Нива» Вінниця          | Друга ліга            | 13        | 0         | 0     | 0     | 0                 | 0                 |

## Міжнародні змагання
| Сезон   | Клуб                  | Турнір      | Кваліфікація | Кваліфікація | Основний турнір | Основний турнір |
| Сезон   | Клуб                  | Турнір      | Ігри         | Голи         | Ігри            | Голи            |
| ------- | --------------------- | ----------- | ------------ | ------------ | --------------- | --------------- |
| 2014/15 | «Чорноморець» (Одеса) | Ліга Європи | 1            | 0            | 0               | 0               |
| 2016/17 | «Дачія» (Кишинів)     | Ліга Європи | 2            | 0            | 0               | 0               |
| 2017/18 | «Заря» (Бєльці)       | Ліга Європи | 4            | 0            | 0               | 0               |

## Титули та досягнення

### Україна
- Фіналіст Кубка України (1): 2012/13

### Молдова
- Володар Кубка Молдови (1): 2015/16